# Qumarlêb
Qumarlêb (chữ Tạng: ཆུ་དམར་ལེབ་རྫོང་; Wylie: chu dmar leb rdzong; ZWPY: Qumarlêb Zong; tiếng Trung: 曲麻莱县; bính âm: Qūmálái Xiàn, Hán Việt: Khúc Ma Lai huyện) là một huyện thuộc Châu tự trị dân tộc Tạng Gyêgu (Ngọc Thụ), tỉnh Thanh Hải, Trung Quốc. Vởi độ cao khoảng 4200 m so với mực nước biển, Qumarlêb có khí hậu cao nguyên với một mùa đông dài, rất lạnh và một mùa hè ngắn, mát và có mưa. Nhiệt độ trung bình tháng giêng là −14,5 °C, và nhiệt độ trung bình tháng bảy là 8,9 °C; nhiệt độ trung bình năm là −2,13 °C, lượng mưa tập trung từ tháng 6 tới tháng 9.

### Trấn
- Ước Cải (约改镇)

### Hương
- Ba Can (巴干乡)
- Thu Trí (秋智乡)
- Diệp Cách (叶格乡)
- Ma Đa (麻多乡)
- Khúc Ma Hà (曲麻河乡)